# Окампо, Виктория
Викто́рия Ока́мпо (исп. Victoria Ocampo, 7 апреля 1890, Буэнос-Айрес — 27 января 1979, там же) — аргентинская писательница, общественный деятель и литературный организатор, издатель, влиятельный интеллектуал. Игорь Стравинский посвятил ей балет «Персефона», а Хорхе Луис Борхес — рассказ «Сад расходящихся тропок».

## Биография
Из аристократической семьи, в которой объединились два старинных рода — Окампо и Агирре. Старшая из шести дочерей (её младшая сестра — писательница Сильвина Окампо). Мечтала стать актрисой, но семья не одобрила подобную карьеру (позднее Виктория все-таки несколько раз выступала на сцене, сопровождая постановки Онеггера и Стравинского). Получила домашнее образование, первым языком, на котором она научилась читать и писать, стал французский, за ним последовал английский и лишь затем испанский. В 16 лет отправилась в длительное путешествие по Европе, впервые побывала в Париже, куда впоследствии не раз приезжала. Слушала лекции в Сорбонне, в том числе — Анри Бергсона.
В её буэнос-айресском доме в квартале Палермо бывали многие мировые знаменитости — Рабиндранат Тагор, Игорь Стравинский. Она дружила с Борхесом, Жаком Маритеном, Жаном Поланом, Роже Каюа, Пьером Дриё Ла Рошелем, Германом фон Кайзерлингом. В 1914 г. в Риме Паоло Трубецкой исполнил её скульптурный портрет.
При интеллектуальной поддержке Ортеги-и-Гассета основала в 1931 международный литературный журнал Sur, ставший известным и влиятельным не только в Латинской Америке, но в Европе и США. В 1933 открыла при журнале одноименное издательство, первой вышедшей в нем книгой было «Цыганское романсеро» Лорки; позже здесь печатались книги Онетти, А. Рейеса, О. Кироги, А. Бьоя Касареса, О. Хаксли, В. Набокова, К. Г. Юнга, В. Вулф, Сартра, Камю, Керуака и др. Некоторое время в 1930-х была почитательницей Б. Муссолини. Стала основательницей одного из первых феминистских движений в Аргентине — Союза женщин (1936). Директор Национального художественного фонда Аргентины.
После Второй мировой войны принимала участие в создании ЮНЕСКО, присутствовала на Нюрнбергском процессе, в поездках по Европе познакомилась с королевой Елизаветой, Черчиллем, Де Голлем, Грэмом Грином (он посвятил Виктории роман «Почетный консул», 1973) и др.
В 1953 году Виктория Окампо вместе со многими другими аргентинскими интеллектуалами была арестована за резкую оппозиционность к режиму Хуана Доминго Перона. Известие о её аресте возмутило многих, освобождения Виктории требовали Олдос Хаксли и Джавахарлал Неру, а также газета Нью-Йорк Таймс. Под давлением мировой общественности она была освобождена через 26 дней. Однако до падения диктатуры Перона за писательницей была установлена слежка и ей было запрещено выезжать за границу. Также во времена перонизма из-за изменений в законодательстве Окампо потеряла значительную часть своего состояния, инвестированного в недвижимость.
Скончалась от рака. Похоронена в семейной усыпальнице на буэнос-айресском кладбище Реколета, рядом с сестрой Сильвиной.

## Литературные труды
Автор многочисленных эссе, в том числе о Данте («От Франчески к Беатриче», 1924, опубл. в журнале Ортеги-и-Гассета «Ревиста де Оксиденте»), Бахе, Э. Бронте, Лоуренсе Аравийском, В. Вулф, Р. Тагоре. Переводила П. Клоделя, Камю, Колетт, Гр. Грина, Т. Э. Лоуренса, Д.Томаса, Ганди, Дж. Неру и др.
Большой интерес представляют её «Диалоги с Борхесом» (1969), мемуарные сочинения — «Свидетельства» (10 тт. 1935—1977) и «Автобиография» (6 тт., опубл. 1979—1984). Издана её переписка с Габриелой Мистраль, Р.Каюа.

## Признание
Первая женщина — член Аргентинской литературной академии (1976). Член международного ПЕН-клуба. Почётный доктор Гарвардского университета, университета Вишва-Бхарати (Западная Бенгалия). Книги В. Окампо переведены на английский и французский языки.
В 1986 была поставлена драма Моники Оттино «Эва и Виктория», в центре которой — воображаемая встреча Виктории Окампо с Эвой Перон.
В 1989 появился игровой художественный фильм «Четыре лица Виктории» (реж. Оскар Барни Финн, см.:  Архивная копия от 16 апреля 2009 на Wayback Machine).
Портрет Виктории Окампо находится на почетном месте в Зале женщин Аргентины президентского дворца Каса Росада. Зал был открыт в 2009 году президентом Кристиной Фернандес де Киршнер и посвящен чествованию выдающихся женщин в истории Аргентинской Республики. После того, как президентский пост перешел к Маурисио Макри, зал стал офисом для правительственных чиновников.

## Наследие
Перед смертью Виктория Окампо завещала ЮНЕСКО летний дом своей семьи в Сан-Исидро, в 25 км к северу от столицы, теперь здесь размещаются музей и библиотека в 12 тыс. книг (5 000 — на франц. яз.), проходят выставки, литературные вечера и др.
ЮНЕСКО был завещан и второй летний дом семейства (вилла Виктория), но его выкупили городские власти города Мар-дель-Плата, превратив в музей и культурный центр.